# Státoprávní strana (USA)
Státoprávní strana (anglicky The Constitution Party) patří mezi menší strany ve Spojených státech. Strana se řídí přísně paleokonzervativními hodnotami, prosazuje svobodu trhu a jednotlivce. Konstituční strana je také silně nacionalisticky a protipřistěhovalecky založená, např. proti ilegálním přistěhovalcům navrhuje použít armádu.

## Historie a ideologie
Strana byla založena v roce 1991 jako Strana daňových poplatníků; v roce 1999 jí členové přejmenovali na Konstituční (státosprávní) stranu. Politické ideologie různých členů se liší – někteří zastávají až anarchokapitalistické názory, jiní až národně-konzervativní názory, ale naprostá většina členů je paleokonzervativních. Virgil Goode, kandidát strany do voleb amerického prezidenta 2012 stranu označil za „filozofické lůno Tea Party“. Strana je výrazně non-intervencionistická a často kvůli intervencím kritizuje Republikánskou stranu. Strana je proti veškerým nadnárodním organizacím a zaručuje vystoupení USA z NATO, OSN, WTO, NAFTA a dalších. Členové věří, že všechny tyto a další organizace, chtějí vytvořit superstát. Strana je proti potratům s výjimkami znásilnění, incestu a ohrožení zdraví matky; euthanásii; sebevraždám; stejnopohlavním sňatkům. Ale strana má i libertariánštější křídlo, které sice se všemi těmito akty nesouhlasí, ale preferují názor, že stát nemá co zasahovat do osobního života občanů. Paleokonzervativec Pat Buchanan do strany vstoupil téměř hned, a s sebou přizval Boba Dolea, který sebou zase přizval jeden ze symbolů konzervatismus v USA, Jacka Kempa, nakonec však Jack Kemp i Bob Dole kandidovali za Reformní stranu na prezidenta USA a Pat Buchanan se vrátil k Republikánům.